# Sapunki
Sapunki (niem. Klein Sapuhnen) – osada w Polsce położona w województwie warmińsko-mazurskim, w powiecie olsztyńskim, w gminie Barczewo. Miejscowość wchodzi w skład sołectwa Kaplityny.
W latach 1975–1998 miejscowość administracyjnie należała do województwa olsztyńskiego. Osada znajduje się w historycznym regionie Warmia.